# Línea Fukutoshin
La Línea Fukutoshin (東京地下鉄副都心線 Tōkyō Chikatetsu Fukutoshin-sen?) es una línea del metro de Tokio que discurre por el oeste-centro de la ciudad. Es la línea más nueva en la red del metro de Tokio, y abrió sus puertas en etapas entre 1994 y 2008. Se espera que sea la última línea de metro construidos por metro de Tokio para el futuro inmediato. Su color en mapas y señalización es el marrón, y las estaciones por las que circula van marcadas por una F y un número. Su número de planificación de línea es el 13.

## Historia
Fukutoshin quiere decir "centro secundario de la ciudad" en japonés, y la línea conecta tres centros secundarios de la ciudad de Tokio: Ikebukuro, Shinjuku y Shibuya. Antes de su apertura, solo JR East tenía servicio de ferrocarril entre los tres (en la línea Yamanote, la línea Saikyō y la línea Shōnan-Shinjuku). La nueva línea fue concebido para aliviar la congestión a lo largo de este corredor, y resultó muy conveniente para ofrecer servicio entre el noroeste, el suroeste y la parte central de Tokio servida por la línea Yamanote.
La línea se había previsto inicialmente en 1972 como un recorrido de Shiki, Saitama a Shinjuku, con la posibilidad de una mayor extensión a Shibuya, Shinagawa y del Aeropuerto de Haneda. En 1985, una segunda comisión del Ministerio de Transporte propone que la línea finalice en Shibuya. Parte del extremo norte del plan original de la línea se convirtió en innecesario, por lo que sirvió para las siguientes mejoras a la Línea Tobu Tojo y para el comienzo del servicio a través de la Línea Yurakucho.
Un segmento de 3,2 kilómetros de Kotake-Mukaihara a Ikebukuro, que corre paralela a la línea Yurakucho por separado empezó a funcionar en 1994. Este segmento fue inicialmente conocido como la Nueva Línea Yūrakuchō (有楽町新線 Yūrakuchō Shin-sen?), y opera sin paradas intermedias.
Tiene la serie más frecuente de conexiones a través de Shinjuku y Shibuya, Zoshigaya, Sendagaya y Meiji-Jingūmae. Oficialmente, este servicio abrió el 14 de junio de 2008. 
El servicio a las estaciones de Senkawa y Kanamechō, que había sido cubierto por la nueva línea Yurakucho, también inició el mismo día. También se ofreció una conexión de servicios a través de la estación Kawagoe-shi con la línea Tobu Tojo.
En el 16 de marzo de 2013, servicios directos a la estación Motomachi-Chūkagai a través de la Línea Tōkyū Tōyoko y la Línea Minatomirai comenzó. 
En el 25 de marzo de 2017, el servicio expreso limitado S-Train (que es operado por Seibu Railway) comenzó. En los fines de semana y días festivos nacionales, este servicio tiene una recorrida entre la estación Seibu-Chichibu de la Línea Seibu Chichibu y la estación Motomachi-Chūkagai de la Línea Minatomirai a través de la Línea Fukutoshin.

## Estaciones
- Los trenes expresos tiene paradas a las estaciones que marcado con un "●" y pasar las estaciones que marcado por un "｜".
- Trenes locales tiene paradas a todas las estaciones.

| Código                                                                                               | Estación            | Japonés    | Longitud (km)    | Longitud (km) | Expreso de conmutación | Expreso | Expreso limitado S-Train | Transferencias | Ubicación | Ubicación |
| Código                                                                                               | Estación            | Japonés    | Entre estaciones | Total         | Expreso de conmutación | Expreso | Expreso limitado S-Train | Transferencias | Ubicación | Ubicación |
| --- | ------------------- | ---------- | ---------------- | ------------- | ---------------------- | ------- | ------------------------ | --- | --------- | --------- |
| ↑ Servicio recíproco a Shinrinkōen a través de la Línea Tōbu Tōjō ↑                                  |                     |            |                  |               |                        |         |                          | |           |           |
| F-01                                                                                                 | Wakōshi             | 和光市     | -                | 0,0           | ●                      | ●       | Línea Seibu Yūrakuchō    | - Línea Yūrakuchō (Y-01) - Línea Tōbu Tōjō | Wakō      | Saitama   |
| F-02                                                                                                 | Chikatetsu-Narimasu | 地下鉄成増 | 2,2              | 2,2           | ●                      | ｜      | Línea Seibu Yūrakuchō    | - Línea Yūrakuchō (Y-02) - Línea Tōbu Tōjō (Narimasu) | Itabashi  | Tokio     |
| F-03                                                                                                 | Chikatetsu-Akatsuka | 地下鉄赤塚 | 1,4              | 3,6           | ●                      | ｜      | Línea Seibu Yūrakuchō    | - Línea Yūrakuchō (Y-03) - Línea Tōbu Tōjō (Shimo-Akatsuka) | Nerima    | Tokio     |
| F-04                                                                                                 | Heiwadai            | 平和台     | 1,8              | 5,4           | ●                      | ｜      | Línea Seibu Yūrakuchō    | Línea Yūrakuchō (Y-04) | Nerima    | Tokio     |
| F-05                                                                                                 | Hikawadai           | 氷川台     | 1,4              | 6,8           | ●                      | ｜      | Línea Seibu Yūrakuchō    | Línea Yūrakuchō (Y-05) | Nerima    | Tokio     |
| F-06                                                                                                 | Kotake-Mukaihara    | 小竹向原   | 1,5              | 8,3           | ●                      | ●       | ｜                       | - Línea Yūrakuchō (Y-06) - Línea Seibu Yūrakuchō | Nerima    | Tokio     |
| F-07                                                                                                 | Senkawa             | 千川       | 1,1              | 9,4           | ｜                     | ｜      | ｜                       | Línea Yūrakuchō (Y-07) | Toshima   | Tokio     |
| F-08                                                                                                 | Kanamechō           | 要町       | 1,0              | 10,4          | ｜                     | ｜      | ｜                       | Línea Yūrakuchō (Y-08) | Toshima   | Tokio     |
| F-09                                                                                                 | Ikebukuro           | 池袋       | 0,9              | 11,3          | ●                      | ●       | [ * 1 ]                  | - Línea Marunouchi (M-25) - Línea Yūrakuchō (Y-09) - Línea Yamanote - Línea Saikyō - Línea Shōnan-Shinjuku - Línea Tōbu Tōjō - Línea Seibu Ikebukuro              | Toshima   | Tokio     |
| F-10                                                                                                 | Zoshigaya           | 雑司が谷   | 1,8              | 13,1          | ｜                     | ｜      | ｜                       | Línea Toden Arakawa (Kishibojimmae) | Toshima   | Tokio     |
| F-11                                                                                                 | Nishi-Waseda        | 西早稲田   | 1,5              | 14,6          | ｜                     | ｜      | ｜                       | | Shinjuku  | Tokio     |
| F-12                                                                                                 | Higashi-Shinjuku    | 東新宿     | 0,9              | 15,5          | ｜                     | ｜      | ｜                       | Línea Toei Ōedo (E-02) | Shinjuku  | Tokio     |
| F-13                                                                                                 | Shinjuku-Sanchōme   | 新宿三丁目 | 1,1              | 16,6          | ●                      | ●       | ●                        | - Línea Marunouchi (M-09) - Línea Toei Shinjuku (S-02) | Shinjuku  | Tokio     |
| F-14                                                                                                 | Kita-Sando          | 北参道     | 1,4              | 18,0          | ｜                     | ｜      | ｜                       | | Shibuya   | Tokio     |
| F-15                                                                                                 | Meiji-Jingūmae      | 明治神宮前 | 1,2              | 19,2          | ｜                     | ●       | ｜                       | - Línea Chiyoda (C-03) - Línea Yamanote (Harajuku) | Shibuya   | Tokio     |
| F-16                                                                                                 | Shibuya             | 渋谷       | 1,0              | 20,2          | ●                      | ●       | ●                        | - Línea Tōkyū Tōyoko - Línea Hanzōmon (Z-01) - Línea Den-en-toshi - Línea Ginza (G-01) - Línea Yamanote - Línea Saikyō - Línea Shōnan-Shinjuku - Línea Inokashira | Shibuya   | Tokio     |
| ↓ Servicio recíproco a Motomachi-Chūkagai a través de la Línea Tōkyū Tōyoko y la Línea Minatomirai ↓ |                     |            |                  |               |                        |         |                          | |           |           |

1. ↑  El servicio expreso limitado S-Train tiene una parada a Ikebukuro para desembarcar pasajeros.